# По кому в'язниця плаче...
«По кому в'язниця плаче…» — радянський художній фільм 1991 року, знятий режисером Георгієм Кеворковим на студії «Аркадія».

## Сюжет
Гія, скромний викладач музичної школи, отримує у спадок валізу та будинок на Лазурному березі. Валіза виявляється порожньою, а Лазурний берег — безлюдним місцем на Крайній Півночі. Познайомившись із розторопною дівчиною Машею, Гія дізнається від неї, як за час перельоту з Півночі порожню валізу зробити повною…

## У ролях
- Рамаз Іоселіані — Гія Бабурін
- Наталія Воробйова — Марійка
- Володимир Татосов — Пудов
- Леонард Саркісов — Еврік, шеф
- Георгій Овакімян — кур'єр із золотом
- Степан Шагінян — кур'єр із золотом
- Євгенія Тудорашку — Богданівна, дружина Єфрема Єфремовича Бабуріна
- Сергій Пожогін — Вітя, супутник Світли
- Валентина Касьянова — Світлана
- Ігор Богодух — Роман, адміністратор готелю
- Наталія Крачковська — Алевтина Яківна, директор артілі глухонімих
- Юрій Рудченко — сержант міліції
- Володимир Наумцев — Георгій, контролер
- Віктор Плотников — Єфрем Єфремович Бабурін, дідусь Гії
- Микола Сльозка — працівник музичної школи
- Леонід Анісімов — музикант
- Богдан Барановський — швейцар
- Борис Боровський — суддя
- Зоя Буряк — листоноша
- І. Городній — музикант
- Валентина Губська — покоївка
- Георгій Дерев'янський — музикант
- Василь Ємашев — моряк
- Сергій Зінченко — тюремний охоронець, комірник
- Михайло Ігнатов — міліціонер
- Віталій Матвєєв — алкаш
- Ігор Максимов — сторож
- Анатолій Падука — епізод
- Віктор Піменов — моряк
- Анатолій Пирогов — епізод
- В. Сапронов — епізод
- А. Старостін — епізод
- Лариса Маркар'ян — пасажирка у туалеті
- Ігор Тільтіков — Гольберг, музикант, працівник артілі
- Микола Величко — епізод
- Лариса Коршунова — стюардеса
- Ірина Курочка — епізод

## Знімальна група
- Режисер-постановник: Георгій Кеворков
- Сценарист: Рафаель Агаджанян
- Оператор-постановник: Вадим Авлошенко
- Художник-постановник: Олександр Токарєв
- Звукооператор: Каріне Джалалян
- Режисер: Віктор Вінніков
- Оператор: Володимир Брегеда
- Режисер монтажу: Віра Бейліс
- Художник по костюмах: Неллі Мельничук
- Художник по гриму: Людмила Петрова
- Художник-декоратор: Валерій Кохан
- Редактор: Ольга Жукова
- Директори картини: Алла Мещерякова, Едуард Перчеклій